# HMS Grove (L77)
HMS Grove (L77) là một tàu khu trục hộ tống lớp Hunt Kiểu II của Hải quân Hoàng gia Anh Quốc được hạ thủy năm 1941 và đưa ra phục vụ vào năm 1942. Nó chỉ hoạt động ngắn ngũi trong Chiến tranh Thế giới thứ hai, cho đến khi bị đắm do trúng ngư lôi gần Tobruk vào ngày 12 tháng 6 năm 1942.

## Thiết kế và chế tạo
Grove thuộc vào số 33 chiếc tàu khu trục lớp Hunt nhóm II, có mạn tàu rộng hơn nhóm I, tạo độ ổn định cho một tháp pháo QF 4 in (100 mm) Mark XVI nòng đôi thứ ba, cũng như cho phép tăng số lượng mìn sâu mang theo từ 40 lên 110.
Grove được đặt hàng cho hãng Swan Hunter vào ngày 20 tháng 12 năm 1939 trong khuôn khổ Chương trình Chế tạo Khẩn cấp Chiến tranh 1939, và được đặt lườn tại xưởng tàu Wallsend-on-Tyne vào ngày 28 tháng 8 năm 1940. Nó được hạ thủy vào ngày 29 tháng 5 năm 1941 và nhập biên chế vào ngày 5 tháng 2 năm 1942. Tên nó được đặt theo tên một rừng săn cáo tại Nottinghamshire. Con tàu được cộng đồng dân cư Retford tại Nottinghamshire đỡ đầu trong khuôn khổ cuộc vận động gây quỹ Tuần lễ Tàu chiến vào tháng 2 năm 1942.

## Lịch sử hoạt động
Sau khi hoàn tất trang bị và chạy thử máy, Grove đi đến Scapa Flow vào tháng 3 năm 1942  để thực tập cùng các tàu chiến thuộc Hạm đội Nhà. Nó được bố trí cùng các tàu chiến thuộc Hạm đội Nhà để hộ tống cho Đoàn tàu PQ 12 đi sang Murmansk, Liên Xô và Đoàn tàu QP 8 quay trở về.
Sau đó Grove được cử sang khu vực Đông Địa Trung Hải để phục vụ cùng Chi hạm đội Khu trục 22, gia nhập thành phần hộ tống Đoàn tàu WS17 tại Clyde vào ngày 22 tháng 3 cùng tàu tuần dương hạng nặng Shropshire (73), tàu buôn tuần dương vũ trang Alcantara (F88) và các tàu khu trục Aldenham (L22) và Lookout (G32) cho hành trình đi Aden. Tàu sân bay Illustrious (87) cùng các tàu khu trục Inconstant (H49), Javelin (F61), Keppel (D84), Pakenham (G06), Badsworth (L03), Leamington (G19), Volunteer (D71) và Rockingham (G58) cũng được bố trí tham gia bảo vệ cho đoàn tàu này. Đoàn tàu bị đe dọa tấn công bởi những tàu ngầm U-boat dõi theo, nên các tàu khu trục được tách ra vào ngày 26 tháng 3 để hoạt động chống tàu ngầm. Sang ngày hôm sau, Grove cùng các tàu khu trục Aldenham, Volunteer và Leamington thuộc Đội hộ tống 2 đã đánh chìm tàu ngầm Đức U-587 ở tọa độ 47°21′B 21°39′T / 47,35°B 21,65°T.
Sau khi đi đến Freetown vào ngày 6 tháng 4, Grove tách khỏi Đoàn tàu WS 17 để di chuyển độc lập đến Alexandria, Ai Cập ngang qua mũi Hảo Vọng, Ấn Độ Dương và Hồng Hải, gia nhập Chi hạm đội Khu trục 22 tại Alexandria vào ngày 18 tháng 5. Trong tháng 6, nó được bố trí hộ tống các đoàn tàu vận tải tiếp liệu cho lực lượng trú đóng tại Tobruk, vận chuyển binh lính và tiếp liệu trong lượt đi và di tản thương binh trong lượt về. Vào ngày 12 tháng 6, ngay sau khi hộ tống cho Đoàn tàu MW-11 rời Tobruk, nó bị mắc cạn làm hỏng chân vịt và trục động cơ bên mạn trái, nên quay trở về với vận tốc chỉ có 8,5 kn (15,7 km/h). Nó trúng phải hai quả ngư lôi phóng từ tàu ngầm U-boat Đức U-77 ngoài khơi Sollum; mũi tàu và đuôi tàu bị thổi tung và nó đắm chỉ trong vòng 14 phút, ở tọa độ 32°35′B 25°30′Đ / 32,583°B 25,5°Đ. 110 thành viên thủy thủ đoàn đã thiệt mạng cùng con tàu; 79 người sống sót được tàu chị em Tetcott (L99) cứu vớt.